# Mindre ringhornsharkrank
Mindre ringhornsharkrank (Tipula zonaria) är en tvåvingeart som beskrevs av Maurice Emile Marie Goetghebuer 1921. Mindre ringhornsharkrank ingår i släktet Tipula och familjen storharkrankar. Enligt den svenska rödlistan är arten sårbar i Sverige. Arten förekommer i Svealand. Artens livsmiljö är skogslandskap, våtmarker. Inga underarter finns listade i Catalogue of Life.